# ألبرت ويلر
ألبرت ويلر هو سياسي أمريكي، ولد في 1915، وتوفي في 4 أبريل 1994.